# 優希クロエ
優希 クロエ（ゆうき クロエ、1910年12月25日（後述） - ）は、日本のモデル、グラビアアイドル。女性アイドルグループ純情のアフィリアの元メンバー。
埼玉県出身。
旧芸名はクロエ・M(モンストル)・シャルマン。
キャッチフレーズは"美しき怪物"。

## 経歴
2017年7月8日に改名した新生「純情のアフィリア」の新メンバーとしてアンナ、セラ・N・レプシー、ミルモ・D・ポンと共に加入し、秋葉原カルチャーズ劇場でお披露目された。
2020年5月14日発売の週刊ヤングジャンプにて「サキドルエースSURVIVAL SEASON10」にノミネートされたことが発表された。同年10月8日に発売された同誌の表紙・巻頭グラビアに登場し、優勝を果たした。
2021年8月6日に1st写真集『C』を10月28日に発売することが決定した。10月4日に写真集の発売日が12月22日に変更となった。10月28日に写真集のタイトルが『C』となったことが発表された。12月10日に写真集の表紙が解禁となった。
2022年10月4日に卒業を発表。12月2日の『純情のアフィリア　ワンマンライブ〜優希クロエ卒業ライブ』で卒業した。卒業後はアミュレートからMAGES.に移籍した。
2023年12月31日にMAGES.を退社した。

## 人物
長所はあまり怒らないことである。趣味は美容、メイク研究で、特技はデザイン、変身魔法である。好きな食べ物はイチゴである。
『GOSICK -ゴシック-』の影響でロリータ、ドール系、ゴスロリ系ファッションに興味があり、自身のビジュアルにもそれが生かされている。
目立ちたい性格であり中学校１年生の頃から生徒会副会長を務めた。高等学校の入学式には黒髪に毛先だけ真っ赤に染髪して出席した。卒業式には真っ白なロリータ服に金髪のウイッグをつけて出席した。
高校時代はアニメヲタクであることがバレて、思い描いていたものとは程遠く、バイト生活をしていた。そのバイト代も『ハイキュー!!』のグッズ代として200万円ほど貢いでいる。
アニメを好きになったきっかけとしては『けいおん!』を挙げている。

生年月日が1910年12月25日生まれとなっているが、これは『GOSICK -ゴシック-』の主人公であるヴィクトリカ・ド・ブロワの生年月日をそのまま借用した形である。また、キャッチフレーズの"美しき怪物"もヴィクトリカのキャッチフレーズをそのまま借用した形である。

## 作品

### 写真集
- C (秋田書店、2021年12月22日発売)[5]

## 出演

### 舞台
- RAVE☆塾
  - 『QUEEN DOM 文化女子の戦におけるかくも腹黒き百花繚乱戦国絵巻【配信公演】』（2021年5月8日、サンシティホール 小ホール） - Aチーム 放送部 市川真央 役[12][13][注 2][注 3]
  - 『QUEEN DOM 文化女子の戦におけるかくも腹黒き百花繚乱戦国絵巻【延期公演】』（2021年6月24日 - 27日、築地本願寺ブディストホール） - Aチーム 放送部 市川真央 役[15][16][注 4]
- メイホリック
  - 『マジでトキメけ︎少女たち!!〜全国高校生エネルギッシュ選手権大会〜』（2022年2月16日 - 20日、CBGKシブゲキ!!） - 世界樹世界 役
- E-Stage
  - 『亡国ニ祈ル天ハ、アラセラレルカ』（2022年3月9日 - 13日、中野 ザ・ポケット）
- 流星レトリック
  - 『黄泉の国でも愛してる』（2022年11月9日 - 13日、中野 ザ・ポケット）
- VAGUENIGMA -1954- 祀木刑事の捜査ファイル【心餓】（2023年10月19日 - 29日〈予定〉、上野ストアハウス）[18]
- E-Stage
  - 『将棋無双*第30番～神局のヴァンパイア〜』（2024年4月10日- 14日、上野ストアハウス）
- RAVE☆塾vol.14
  - 『校臨エンプレス〜天真爛漫なるJKが行く魔の道は桜花爛漫なるイガミアイ〜』（2024年4月25日-29日、築地本願寺ブディストホール）
- SFIDA ENTERTAINMENT プロデュース公演vol.18 
  - 『Collapse Of Values Episode 2 Truth』（2024年8月28日 - 9月1日、テアトルBONBON） - 竹内渚 役[19][20]
- アリスインプロジェクト 
  - Girls Live Action『降臨SOUL～是非ニ及バズ～』（2025年5月21日 - 25日、六行会ホール） - 天帝 役[21]

### YouTube
- MAISON ABLE公式チャンネル

2022年10月4日投稿分〜